# Party Favor
«Party Favor» —en español: «Favor de fiesta»— es una canción de la cantante estadounidense Billie Eilish. Se lanzó el 24 de abril de 2018, a través de Interscope Records y Darkroom Records, como parte de la promoción de su EP debut Don't Smile at Me (2017). La pista fue escrita por la cantante junto a su hermano Finneas O'Connell. La pista alcanzó la certificación de oro en Canadá.

## Antecedentes y composición
La canción está diseñada para entregar un mensaje de voz, en el que Billie está dejando un niño que se ha vuelto posesivo con ella. Es un intento de sacarlo de su vida.
La canción fue escrita por Billie Eilish junto con Finneas O'Connell, mientras que la producción fue llevada a cabo por este último. La canción fue incluida como A-Side del exclusivo vinilo de 7 "pulgadas para Record Store Day (2018), junto con su versión de estudio de «Hotline Bling» del rapero Drake.

## Certificaciones
| País (organismo certificador) | Certificación | Unidades certificadas |
| ----------------------------- | ------------- | --------------------- |
| Canadá (Music Canada)         | Oro           | 40 000                |
| Estados Unidos (RIAA)         | Oro           | 500 000               |

## Historial de lanzamiento
| País   | Fecha                   | Formato                      | Discográfica       | Ref   |
| ------ | ----------------------- | ---------------------------- | ------------------ | ----- |
| Varios | 13 de noviembre de 2019 | Descarga digital y Streaming | Interscope Records | [ 5 ] |
| Varios | 7 de febrero de 2020    | 7"                           | Interscope Records | [ 8 ] |